# جولرستان
منطقه جُولَرِستان از توابع شهرابریشم درکنارمنطقه۱۳اصفهان .بخش مرکزی شهرستان فلاورجان استان اصفهان که فاصله آن از مرکز شهرستان ۴ کیلومترواز مرکز شهر اصفهان۶ کیلومتر است.
منطقه جولرستان با شهرک کرسگان وحسین آباد و موسیان همجوار می‌باشد.

## وجه تسمیه
جولرستان مکانی در 3 کیلومتری شهر اصفهان که سال های قدیم مکان گلاب گیری بوده و به گلاور معروف بوده و در ثبت کتابی  گلارستان نوشته اند و با نفوذ زبان عربی به ایران، حرف گ جای خود را به ج داد و جلارستان و جولرستان نامیده شد؛ مثل محلۀ قدیم گی اصفهان که جی کنونی است. 

## موقعیت جغرافیایی
از نظر جغرافیائی در موقعیت مدار 31 درجه عرض شمالی و 52 درجه طول شرقی در مدار کره زمین قراردارد.که از شمال به رودخانه زاینده رود وجزین واحمد آباد، از جنوب به موسیان، از شرق به کرسگان و اتوبان ذوب آهن و شهرجدید ابریشم و از غرب به روستای حسین آباد منتهی می‌شود. ضمن اینکه روستاهای حسین آباد، کرسگان وجولرستان با توجه به رشد جمعیت و ساخت وسازهای جدید در حال حاضر بهم متصل و با یک نگاه از ارتفاع بالا یک محل مشاهده می‌شود.  

## آب وهوا
این منطقه به خاطر عبور رودخانه زاینده رود از شمال و شمال غربی در فصول مشابه شهر اصفهان می‌باشد . 

## موقعیت جغرافیایی
روستای جولرستان در ۵۱ درجه ۳۲ دقیقه و ۴۲ ثانیه طول شرقی و ۳۲ درجه و ۳۴ دقیقه و ۵۸ ثانیه عرض شمالی واقع شده‌است .این روستا از شمال به حسین‌آباد از جنوب به کرسگان و از سمت مغرب به موسیان و از سمت مشرق به شهرابریشم محدود می‌شود.

## جمعیت
طبق آمار رسمی سرشماری سال ۱۳۸۵ جمعیت آن ۲۴۷۳ نفر است که شغل بیشتر ساکنان ان کشاورزی و مشاغل آزاد می‌باشد.

## کشاورزی و صنعت
محصولات کشاورزی که در این روستا برداشت می‌شود عبارت است از:
سیب زمینی.هویج.پیاز. برنج.گندم. جو و انواع سبزیجات. 
صنعت منطقه جولرستان و کرسگان بعلت وجود تعمیرگاه های متعدد لودر و بولدوزر و بیل مکانیکی و بیل بکهو و انواع گریدر و غلطک بشدت در حال پیشرفت است و از نقاط مختلف استان اصفهان برای تأمین قطعه و تعمیرات به منطقه جولرستان و کرسگان مراجعه می کنند.